# Predator (Album)
Predator ist das elfte Studioalbum der deutschen Heavy-Metal-Band Accept. Es erschien am 15. Januar 1996 bei RCA Records.

## Entstehung und Stil
Das Album wurde mit Michael Wagener in Nashville, Tennessee aufgenommen. Da Stefan Kaufmann wegen eines Rückenleidens nicht mehr für die Band tätig sein konnte, übernahm Gastschlagzeuger Michael Cartellone (Damn Yankees) das Schlagzeugspiel auf dem Album. Während der Aufnahmen war die Stimmung in der Band bereits schlecht, so dass die Trennung abzusehen war. Drei Songs wurden von Bassist Peter Baltes eingesungen, was bei Udo Dirkschneider nicht auf Gegenliebe stieß.

## Rezeption
Predator erreichte in Deutschland Platz 56. Jason Anderson von Allmusic.com vergab zwei von fünf Sternen. Das Album klinge uninspiriert und sei überflüssig. „There's no momentum and no magic on Predator, a lifeless and unfortunate offering from one of metal's finest outfits.“ Alex Straka von Powermetal.de nahm auf dem Album „Licht und Schatten“ wahr, „geile Hämmer“ stünden „Rohrkrepierern“ gegenüber: „Jeder hat seine eigene Meinung dazu. Ich persönlich finde, dass Accept einen unrühmlichen Abschied mit einer sehr durchwachsenen Scheibe genommen haben.“
Das deutsche Heavy-Metal-Magazin Rock Hard in einer zeitgenössischen Kritik von 1996 urteilt hingegen milder. Offenkundig splittete die Band sich während den Aufnahmen in zwei Lager auf. Sowohl Udo Dirkschneider (voc.) als auch Peter Baltes (b.), der seit 1981 erstmals wieder auf einem Accept-Album stimmlich zu hören ist, haben ihr bestes gegeben. "In punkto Songwriting erinnern Accept auf 'Predator' eher an 'Objection Overruled' als an 'Death Row'. Sprich: mehr Eingängigkeit, stärkere Hooklines, dafür weniger Zappel-Groove und Monotonie", heißt es in der ursprünglich im Heft 105 erschienenen Kritik.

## Titelliste
1. Hard Attack (Hoffmann/Baltes/Dirkschneider) – 4:46
2. Crossroads (Baltes/Hoffmann/Dirkschneider/Deaffy) – 5:13
3. Making Me Scream (Hoffmann/Baltes/Dirkschneider/Deaffy) – 4:14
4. Diggin’ in the Dirt (Hoffmann/Baltes/Dirkschneider/Deaffy) – 4:01
5. Lay It Down (Hoffmann/Baltes/Deaffy) – 5:02
6. It Ain’t Over Yet (Hoffmann/Baltes) – 4:17
7. Predator (Hoffmann/Dirkschneider/Deaffy) – 3:37
8. Crucified (Hoffmann/Baltes/Dirkschneider/Deaffy) – 3:01
9. Take Out the Crime (Kaufmann/Dirkschneider/Deaffy) – 3:12
10. Don't Give a Damn (Hoffmann/Baltes/Dirkschneider/Deaffy) – 2:58
11. Run through the Night (Kaufmann/Dirkschneider/Deaffy) – 3:19
12. Primitive (Hoffmann/Baltes) – 4:38

Die Songwriter sind in Klammern angegeben.